# Macrochiridothea marcusi
Macrochiridothea marcusi är en kräftdjursart som beskrevs av Moreira 1972. Macrochiridothea marcusi ingår i släktet Macrochiridothea och familjen Chaetiliidae. Inga underarter finns listade i Catalogue of Life.